# Hynobius leechii
Espèce
Synonymes
- Hynobius mantchuricus Mori, 1927
- Hynobius manchuricus Kurashige, 1932
- Hynobius kurashigei Sowerby, 1932

Statut de conservation UICN

 LC  : Préoccupation mineure
Hynobius leechii est une espèce d'urodèles de la famille des Hynobiidae.

## Répartition
Cette espèce se rencontre de 100 à 800 m d'altitude en Corée du Nord, en Corée du Sud et en Chine dans les provinces du Liaoning, du Jilin et du Heilongjiang.

## Étymologie
Cette espèce est nommée en l'honneur de John Henry Leech.

## Publication originale
- Boulenger, 1887 : Description of a new tailed batrachian from Corea. Annals and Magazine of Natural History, sér. 5, vol. 19, p. 67 (texte intégral).